# Astragalus berterianus
Astragalus berterianus är en ärtväxtart som först beskrevs av Giuseppe Giacinto Moris, och fick sitt nu gällande namn av Karl Friedrich Carlos Federico Reiche. Astragalus berterianus ingår i släktet vedlar, och familjen ärtväxter. Inga underarter finns listade i Catalogue of Life.

## Bildgalleri

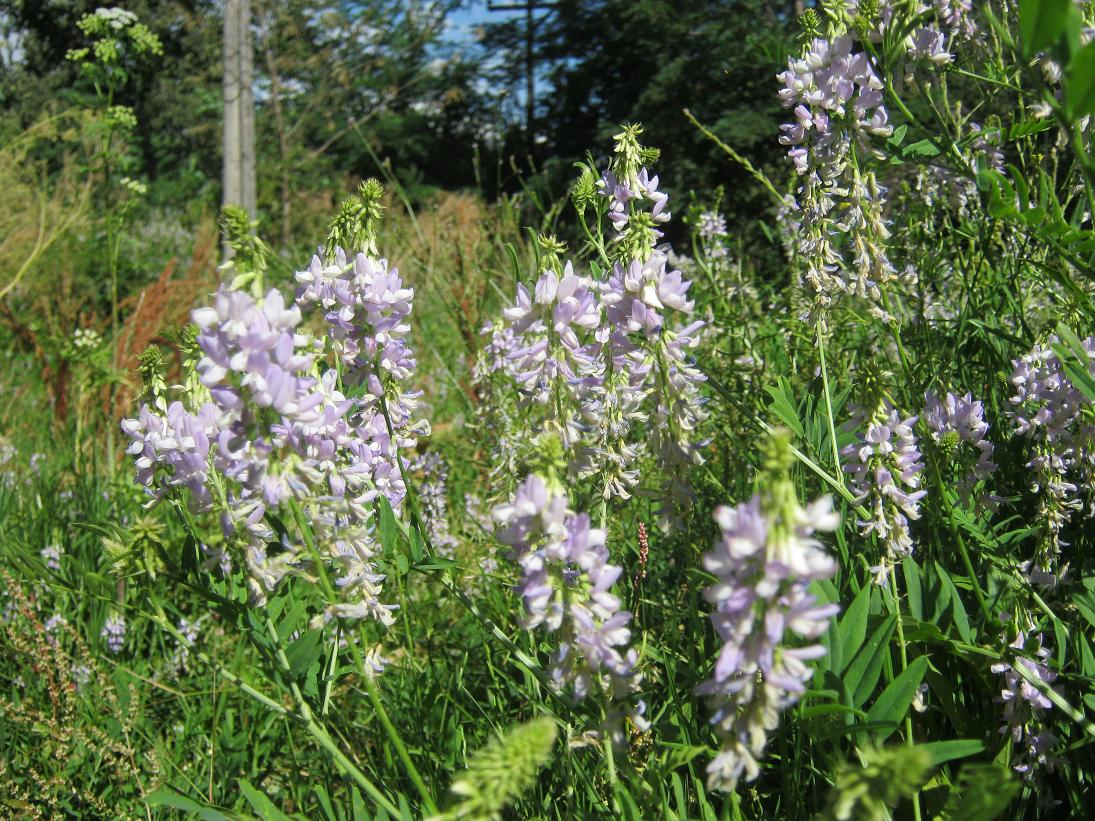